# Dungarpur

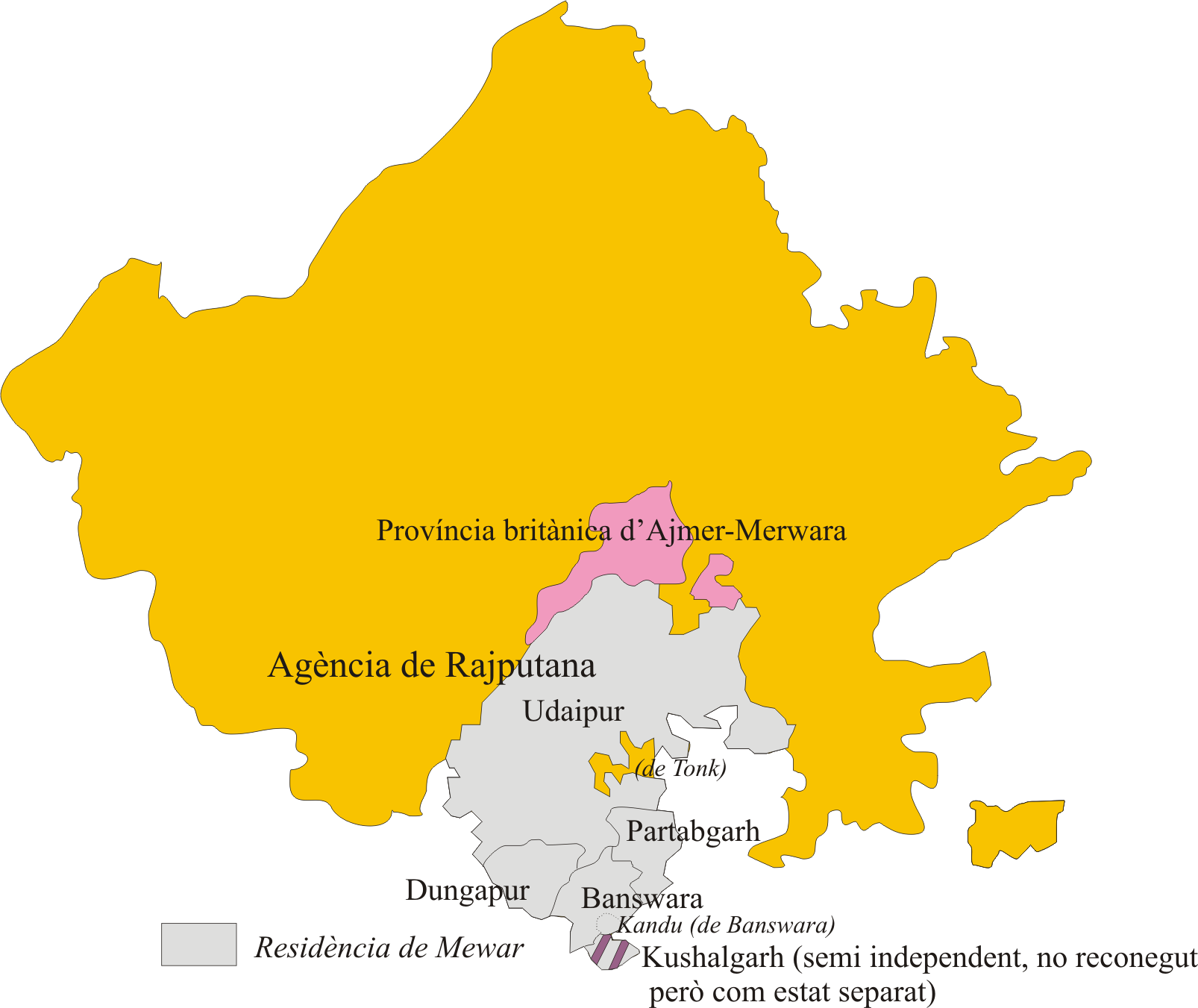
Residència de Mewar dins la Rajputana fins al 1906

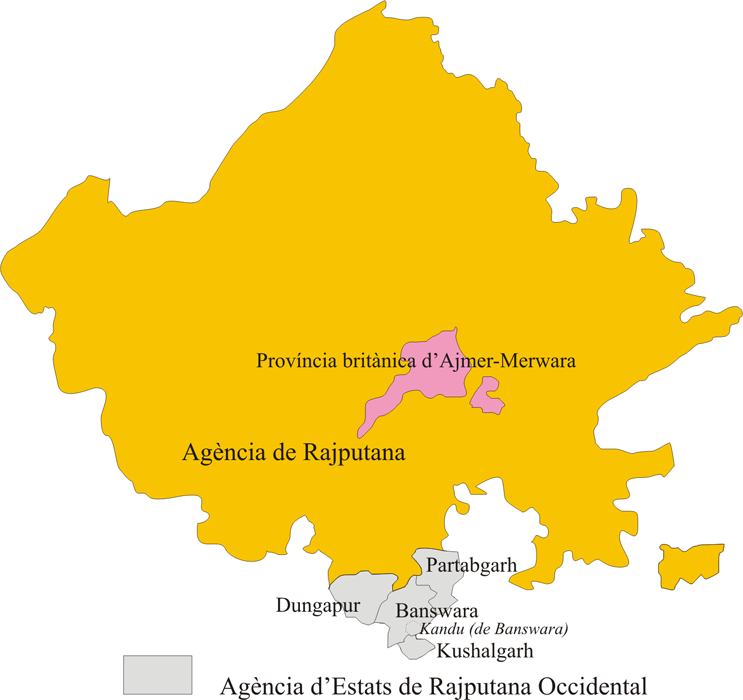
Agència dels Estats de Rajputana Occidental

Dungarpur fou un estat de la Rajputana a la residència de Mewar i després de 1906 a l'agència dels Estats de Rajputana Occidental. La capital era la ciutat del mateix nom. La salutació del sobirà era de 15 canonades.

## Geografia
Limitava al nord amb Udaipur, a l'oest i sud amb Idar, Lunawana, Kadana i els estats Sunth, i a l'est amb Banswara. El país és obert i poc muntanyós amb turons de poca altura, coberts de l'arbre salar (bosvellia serrata); els únics rius permanents són el Mahi i el Som; el primer fa frontera amb Banswara a l'est i Sunth al sud; el segon forma la frontera nord fins al punt on se li uneix el riu Jakam i 100 km endavant desaigua al Mahi prop del temple sagrat de Baneshar. Altres rius són el Majam, Vatrak, Bhadar (afluent del Mahi) i el Moran que neix al sud de Dungarpur ciutat, i desaigua al Mahi una mica al nord de Galiakot.

## Població, llengua, religió
La població era de 153.381 el 1881, de 165.400 el 1891 i de 100.103 el 1901. La reducció en aquest darrer cens fou deguda a la fam del 1899-1900 i al fet que en els dos cens anteriors els bhils foren comptats aproximadament i el seu nombre fou més alt del real, però a més a més, al tomb del 20% dels bhils van morir durant la fam. Hi havia una ciutat (Dungarpur) i 631 pobles.
El 56% de la població era hindú i el 33 animista (bhils).
La llengua principal era el vagdi o bhili.
Els bhils eren el 34% (uns 34000) seguits dels patels (15000), els bramans (9700), els rajputs (700) i els mahajans (6600).

## Govern i administració
El govern (darbar) de l'estat està en mans del maharawal; durant la minoria de Bijai Singh l'estat fou administrat per un oficial polític assistit per un kamdar o cap executiu, i un consell consultiu de dos membres; la recaptació estava a càrrec d'un superintendent recaptador. Els districtes estaven administrats per ziladars.
L'estat estava dividit en tres zilas (districtes), fins al 1903 quan es van reduir a dos. Els tres inicials foren: 
- Dungarpur
- Aspur
- Sagwara

Els dos darrers foren fusionats el 1903.
L'exèrcit va existir al segle XIX però finalment fou llicenciat. Es va establir una policia força eficient amb 204 membres, 15 a cavall. Hi havia una presó en mal estat a la capital

## Escut i bandera
Escut blau amb un hanuman daurat portant la muntanya sagrada a la mà dreta i una maça a l'esquerra; al damunt de l'hanuman una estrella de sis puntes entre dues esvàstiques tot daurat; sobre l'escut elm daurat amb llambrequins també daurats i damunt un cap de gasela (chinkara) daurat, mirant a l'esquerra, sobre una barra de plata; l'escut està aguantat per dos guerrer bhils en colors naturals, amb un "lungi" (una mena de pantaló curt) vermell, portants cadascun un arc i una fletxa en colors naturals (predomini del marron); a la part inferior una cinta vermella amb el lema: Nyayam Chi Rajyam, en devanagari (que vol dir "la justícia permet la supervivència de l'estat") escrit en lletres daurades; la cinta esta aguanta per dos petits elements daurats sobre els que s'aguanten els guerrers. Hi ha una versió amb tots els elements daurats excepte l'escut (blau) i la cinta (vermella), la qual es pot veure a «l'arxiu d'Internet». Arxivat de l'original el 2011-05-06. [Consulta: 28 maig 2008].
La bandera, anomenada Vibgyor, era la bandera d'estat i personal del maharawal. Era rectangular (2:3) amb set franges horitzontals, cinc d'iguals i la superior i inferior de la meitat que les altres cinc. Els colors eren: violeta, blau fosc, blau clar, verd, groc, safrà i vermell. L'escut de l'estat se situava al centre ocupant les tres franges centrals (blau clar, verd i groc), però era tot daurat.
Les forces militars, que van desaparèixer abans del 1900, disposaven d'una bandera rectangular de color safrà, amb exemplars que incloïen una vora pels quatre costats de color safrà més fosc i altres que no la incloïen. En el centre un hanuman blanc com el de l'escut. Era anomenat l'estendard Bijay Paltan i probablement fou utilitzat durant el segle XX per la policia de Dungarpur.

## Economia
No menys del 59% de la població vivia de l'agricultura; els productes principals eren moresc i arròs a la tardor i civada i canya de sucre, a la primavera. La fusta, abundant, fou destruïda per la sobreexplotació dels bhils però al segle XX es va començar a cuidar la seva conservació. Hi havia petites mines de ferro i coure i una bona pedra de granit; es manufacturaven pedres, fusta i una mica de joieria de plata; s'exportaven principalment cereals i opi i s'importava sucre, sal, vestits i metalls. Cap ferrocarril passava per l'estat.

## Segells i monedes
Oficines de correus n'hi havia a Galiakot i a Sagwara; en general s'utilitzava els sistema postal britànic. Telègraf n'hi havia a Sagwara i Dungarpur (ciutat).
L'estat no disposava de moneda pròpia i utilitzava la moneda britànica, però també circulaven el Chitori de Mewar i el salim shahi de Partabgarh, fins que foren suprimides i després del 1904 la moneda britànica va restar l'única.

## Justícia
La justícia estava basada en els codis britànics. Els ziladars eren magistrats de tercera classe; els faujdars eren magistrats de segona classe i servien com a cort d'apel·lació de les decisions dels ziladars. El consell i l'oficial polític (o si estava absent el kamdar) eren la cort més alta i la cort d'apel·lació. Les penes de mort havien de ser confirmades pel governador general de la Rajputana.

## Terra
La terra estava dividida en khalsa o terres de la corona, jagir, terres concedides als nobles, i khairat, terres concedides a organitzacions religioses; es donaven alguns casos de terres que reclamaven els jagirdars i el maharawal on ambdós pretenien cobrar als cultivadors. Finalment vers el 1900 es va fixar el nombre de khalsa en 251.

## Educació i sanitat
El 97% de la població nativa era analfabeta (93,5% els homes i 99,9% les dones). Al segle XIX només hi havia una escola però se'n van obrir més al segle XX. Hospitals n'hi havia a Dungarpur i Sagwara (aquí va obrir el 1904)

## Història
El territori de Dungarpur i Banswara era conegut antigament com el Bagar, la terra de les cinc gemmes: aigua, roca, fulles, llengua i vestits. El país era ocupat pels bhils i alguns chahuan i paramara (rajputs). A finals del segle XII Karan Singh era el senyor de Mewar (Udaipur) i el seu país era assolat per Rana Mokal, un rajput parihar de Mandor o Mandore (al Jodhpur); Karan va enviar el seu fill gran Mahup contra l'invasor, però el fill fou derrotat; llavors va enviar al segon fill Rahup, que va derrotar els parihar i fou declarat hereu. Mahup, descontent, es va exiliar a Ahar (prop de la ciutat d'Udaipur) i al cap d'uns anys es va dirigir al sud i amb el suport dels seus parents materns, chahuans del Bagar, es va apoderar del país expulsant als capitosts bhils. Així els sobirans de Dungarpur es consideraven descendents de la branca major de la casa d'Udaipur o Mewar. La dinastia és anomenada Ahariya per haver residit a Ahar.
Rawal Dewa, sisè descendent de Mahup, es va apoderar de Galiakot (al sud-est) que pertanyia als paramares rajputs, i la va convertir en la seva capital; més tard Rawal Bingh Singh va fundar Dungarpur (ciutat) que va rebre el nom del capitost bhil Dungària, al que va fer assassinar; Rawal va prometre a la vídua que en el futur, la proclamació dels futurs sobirans (que van agafar el títol de rawal, després maharawal) seria portat a terme per un descendent de Dungària; la cerimònia consistia en el fet que un descendent agafava sang d'un dit i la posava al cap del rawal. Rawal Bingh Singh va morir en la batalla de Khanua el 1527 i el seu país fou dividit entre els dos fills que van formar els estats de Banswara i Dungarpur amb el riu Mahi com a frontera.
L'estat fiu tributari de l'Imperi mogol, i a la descomposició d'aquest, dels marathes; el 1818 va signar un tractat que va establir de fet el protectorat britànic al que es va transferir el tribut que Dungarpur pagava a Dhar i el que devia a qualsevol estat. El tribut va quedar fixat el 1904 en 17500 rupies de l'Índia Britànica (abans 35000 rúpies salim shahi). La població bhil, igual que en altres llocs, es va haver de sotmetre per forces militars; en aquest cas foren instigats a la rebel·lió per nobles de l'estat oposats als britànics.
Jashwant Singh II va pujar al tron el 1808 i vers el 1820 va adoptar a Dalpat Singh, príncep de Pratabgarh al que de fet va cedir el poder el 1825. La mort de l'únic fill de Dalpat implicava que Dalpat hauria d'assolir la successió a Partabgarh, el que l'impossibilitava de fer-ho a Dungarpur. Jashwant va adoptar llavors a Hanwant Singh fill del thakur de Mungala, però a la mort de Jashwant el 19 de desembre de 1845 la successió va anar a mans del fill adoptiu de Dalpat, Udai Singh II que era fill del maharajà de Sabli (a Partabgarh el va succeir un fill tingut amb una segona dona)
El 1898 va morir Udai Singh II i el va succeir el seu net Bijai Singh (nascut el 1887) i es va establir una regència per unoficial polític britànic. Va rebre els poders el 1909 i va regnar fins a la seva mort el 15 de novembre de 1918 en què va pujar al tron Lakshman Singh, que el 25 de març de 1948 va posar l'estat dins la Unió de Rajasthan, ampliada amb els grans estats el 30 de març de 1949 formant el Gran Rajasthan, que es va unir a la Unió de Matsya i el 15 de maig de 1949 es va constituir en l'estat de Rajasthan. El maharawal fou president del Swatantra Party a Rajasthan del 1961 al 1969, i nomenat President de l'All-India Kshatriya Nahasabha el 1962. Va morir el 6 de juny de 1989.

## Governants
- Rawal Samant Singh 1197-1209
- Rawal Jayat Singh 1209-1218 (fill)
- Rawal Sinhad Deo 1218-1248 (germà)
- Rawal Jay Singh Deo 1248-1251 (fill)
- Rawal Deopali Deo 1251-1278 (germà)
- Rawal Virsinh Deo 1278-1303 (fill)
- Rawal Bhoo Chand 1303-1331 (fill)
- Rawal Dungar Singh 1331-1363 (fill)
- Rawal Karan Singh i 1363-1384 (fill)
- Rawal Jaykrishna 1384-1386 (fill)
- Rawal Mahipal Singh i 1386-1398 (germà)
- Rawal Kanhad Deo 1398-1403 (germà)
- Rawal Pratap Singh 1403-1423 (fill)
- Rawal Gopinath Singh 1423-1447 (fill)
- Rawal Soma Das 1447-1479 (fill)
- Rawal Ganga Das 1479-1497 (fill)
- Rawal Udai Singh I 1497-1527 (fill)
- Rawal Prithviraj Singh 1527-1549 (fill)
- Rawal Askaran Singh 1549-1580 (fill)
- Rawal Sahas Mal 1580-1606 (fill)
- Rawal Karan Singh ii 1606-1609 (fill)
- Rawal Punjaraj Singh 1609-1657 (fill)
- Rawal Girdhar Das 1657-1661
- Rawal Jashwant Singh I 1661-1691 (fill)
- Rawal Khuman Singh 1691-1702 (fill)
- Rawal Ram Singh 1702-1730 (fill)
- Rawal Shiv Singh 1730-1785 (fill)
- Rawal Vairi Sal 1785-1790 (fill)
- Rawal Fateh Singh 1790-1808 (fill)
- Maharawal Jashwant Singh II 1808-1845, (fill)
- Dalpat Singh (de facto) 1825-1846
- Maharawal UDAI SINGH II 1846-1898
- Maharawal Shri Bijay Singh Bahadur 1898-1918
- Maharawal Shri Sir Lakshman Singh Bahadur 1918-1949 (+1989)